# Smokvica (Vrhovnjaci)
Smokvica je majhen nenaseljen otoček v Jadranskem morju, ki pripada Hrvaški. Otok leži v Južni Dalmaciji med Lastovom in Mljetom v otočju 
Vrhovnjacov.